# Fistularia tabacaria
El pez corneta (Fistularia tabacaria) es un pez de 2 m de largo, 3 cm de ancho y 4 cm de alto. Posee aleta dorsal. Habita en aguas frías.